# Band-e Amir
 (février 2009).
Si vous disposez d'ouvrages ou d'articles de référence ou si vous connaissez des sites web de qualité traitant du thème abordé ici, merci de compléter l'article en donnant les références utiles à sa vérifiabilité et en les liant à la section « Notes et références ».

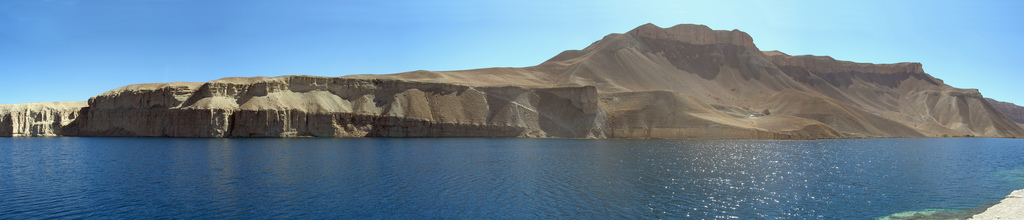
Un des lacs de Band-e Amir.

Le Band-e Amir (persan بند امیر, ce qui signifie « barrage de l'émir ») est un ensemble de six lacs au cœur des montagnes de l'Hindou Kouch, en Afghanistan. Leur localisation précise est : 34° 50′ 23″ N, 67° 13′ 51″ E.

## Localisation géographique
Ils se situent dans la province de Bâmiyân, à 55 kilomètres à l'ouest de la ville de Bâmiyân, près de la localité de Yakaolang. Il faut compter 73 km par la piste pour se rendre au pied du dernier lac.
Les lacs s'étagent entre 2971 et 2887 mètres d'altitude, séparés par des barrages naturels constitués de roches carbonatées. Ils sont entourés de murailles rocheuses hautes de plus ou moins 300 mètres formées par des plateaux creusés par la vallée appelée Vallée Band-e Amir. Les montagnes environnantes atteignent 3832 mètres d'altitude. Non loin, au sud, au centre d'un cercle formé par Bâmiyân, Band-e-Amir, Panjaw et Beshood, la chaîne du Koh-i Baba culmine à 5 500 m d'altitude.

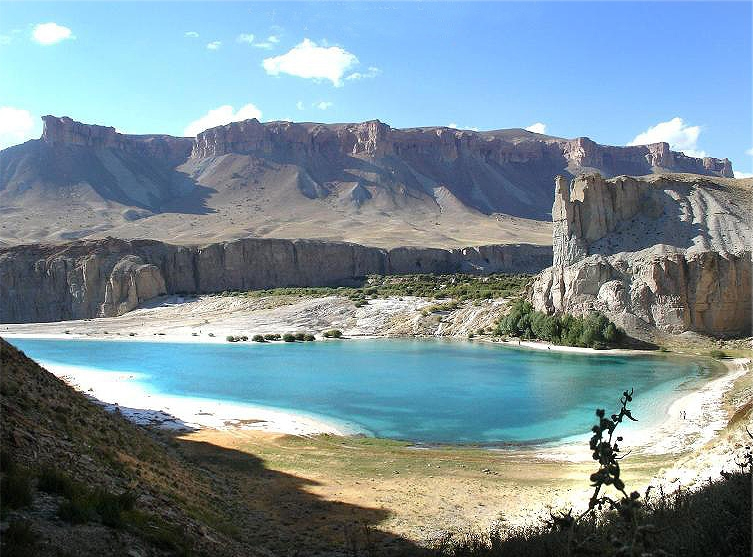
Le lac Band-e Panir.

Il s'agit, d'est en ouest, des lacs Zulfiqar, Pudina, Panir, Haibat, Qambar et Gholaman. Les deux plus grands, le Haibat et le Zulfiqar, couvrent respectivement 490 et 90 hectares. Le lac Panir est le plus petit et mesure seulement un hectare. Le lac Qambar est également de petite taille. Le lac Haibat est non seulement le plus grand, mais aussi le plus profond, avec une profondeur moyenne estimée à environ 80 mètres.[réf. nécessaire] 

## Histoire

### Légende de la formation du site
Selon la légende, le site fut créé par Ali, gendre et cousin de Mahomet. Rendu furieux par un tyran local, Ali aurait escaladé la montagne et donné un grand coup de pied qui aurait fait tomber des pans entiers de montagne. Ceci aurait créé Band-e Haibat (le « barrage du courroux »). Puis prenant son sabre, il aurait donné un coup suffisant pour détacher un autre bloc, créant ainsi Band-e Zulfiqar (le « barrage du sabre »). Un des serviteurs d'Ali, Qambar, aurait aidé son maître à provoquer la chute d'un troisième pan de rocher, donnant naissance à Band-e Qambar. Les esclaves du tyran, aidés d'Ali, créèrent Band-e Gholaman (le « barrage des esclaves »). Une femme ayant offert à Ali un fromage frais, celui-ci l'utilisa pour créer Band-e Panir (le « barrage du fromage frais »). Une fois tout ceci achevé, l'eau retenue par les barrages ne pouvant s'écouler, la rivière se serait asséchée, provoquant l'inquiétude des villageois. Sensible à leurs suppliques, Ali aurait alors tracé avec les cinq doigts de sa main droite les chenaux nécessaires à l'écoulement de l'eau.

### Histoire géologique
Les plateaux enserrant la vallée sont de nature marno-calcaire et sont de couleur beige à brune, teintée de rose et/ou de violacé. Ils ont été formés à l'époque Crétacé.
Les lacs de Band-e Amir sont le résultat de l'activité de sources aux eaux enrichies par dissolution des carbonates contenus dans les roches marno-calcaires. Ces sources ont lentement déposé des carbonates (notamment de calcium) sous forme de barrages beige clair de travertin qui retiennent aujourd'hui l'eau des lacs.
Les barrages de travertin ainsi formés atteignent 8 à 10 m de hauteur pour 2 à 3 m de large.
La flore joue un rôle important dans la formation de ces travertins, qui ne sont pas d'origine hydrothermale comme ceux de la vallée d'Ajdar, mais liés à l'activité des êtres vivants chlorophylliens aquatiques. Ces derniers, en consommant le dioxyde de carbone (nécessaire à la photosynthèse) dissous dans l'eau, provoquent la précipitation des carbonates et donc la formation de travertin. La végétation, alors encroûtée dans le carbonate de calcium, finit par mourir et sert de support aux nouvelles générations qui s'installent au-dessus. Le barrage est donc très lentement exhaussé au fur et à mesure de l'accumulation de ces couches de croûtes carbonatées (qui finissent par se compacter sous l'action du poids des couches sus-jacentes).

### Parc national
La grande beauté du site en a fait une destination touristique remarquable. La région fut déclarée parc national en 1973. Mais cette déclaration n'a jamais été publiée au journal officiel, et le parc n'a de ce fait aucun statut légal,.
Les limites du parc national correspondent à la totalité des bassins versants des tributaires de la rivière Band-e Amir[réf. nécessaire].
Le parc national a une superficie de 41 000 hectares (410 kilomètres carrés), dont 600 pour l'étendue combinée des lacs.

## Hydrologie
Les eaux s'écoulent d'est en ouest. Le Dara-e Band-e Amir, émissaire occidental du dernier des lacs (le Gholaman) se trouve dans le bassin versant de la rivière Balkh-Ab et coule ultérieurement en direction du nord où ses eaux finiront par se perdre dans l'oasis de Balkh, la Bactres antique. Chaque printemps, il présente un important épisode de crue résultant de la fonte des neiges.
L'eau des lacs est oligotrophe et calcareuse. Son pH est de 7,8. Leur bleu est profond et résulte d'une grande pureté et d'un contenu important en calcium. La température de l'eau atteint en surface 14 à 17 °C durant l'été, mais elle gèle en hiver.[réf. nécessaire] 

## Climat
Le climat est très continental en effet, avec une faible humidité de l'air. L'évaporation est intense de ce fait, et les températures connaissent des écarts importants tant au cours de la journée qu'au fil des saisons. La moyenne annuelle des précipitations est de l'ordre de 400 mm. Elles ont lieu en saison froide, d'octobre à mai, dont la moitié tombe durant le mois d'avril.[réf. nécessaire] 

## Faune et flore sauvages

### La flore

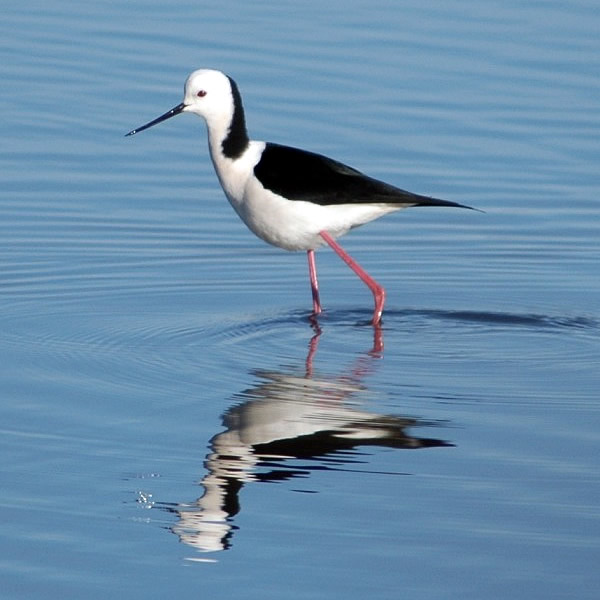
Échasse blanche (Himantopus himantopus).

Les terres non cultivées sont couvertes de prairies d'herbes grasses. Celles-ci sont notamment composées, pour ce qui concerne les plantes d'origine, de menthe sylvestre, de Plantago gentianoides, et d'espèces du genre Gentiana, ainsi que de laîches.
Sur les zones calcaires entre les lacs, on peut trouver des bois de petits saules, mais aussi une flore aquatique constituée de charophycées et de cyanobactéries. Cette flore a un rôle dans la formation du travertin formant les barrages (voir le paragraphe sur l'origine géologique).

### La faune
On trouve en abondance dans les lacs une espèce de carpe (Cyprinidae), appelée localement poisson à lait ("shir moi").
Les lacs sont trop profonds et leurs rives souvent trop escarpées pour héberger une avifaune importante, mais on a enregistré de nombreux petits groupes de migrateurs. Il faut citer le  blongios nain, la grande aigrette, le fuligule nyroca, la foulque macroule, l'échasse blanche, le pluvier petit-gravelot, le chevalier cul-blanc et le chevalier guignette.[réf. nécessaire] La végétation des rives constitue une aire attirante pour bien des espèces migratrices, spécialement les passereaux. On a recensé 152 espèces d'oiseaux durant une étude sur les migrateurs effectuée en août et septembre 1970 (Madge, 1970).
La forte population humaine recensée sur les rives des lacs fait en sorte qu'il y a pas de grands mammifères sauvages à leurs abords. Parmi les petits mammifères, on doit citer le pika afghan (Ochotona rufescens), la marmotte à longue queue (Marmota caudata) et la gerboise Allactaga williamsi.[réf. nécessaire]

## Menaces écologiques
Tant les lacs que le parc national sont malheureusement gravement menacés. La création du parc naturel est restée lettre-morte, en ce sens que la loi l'instituant n'a jamais été publiée au journal officiel afghan. L'absence de toute autorité de maintenance ou de surveillance est un fait.
Ils sont situés dans une zone densément peuplée, où la population pratique un élevage intensif, malgré les ressources limitées de cette nature fragile. La surpâture est la norme. Les troupeaux de moutons et surtout de chèvres dégradent systématiquement la couverture végétale des pentes et créent ainsi la menace d'effondrement de terrain. On saccage les bois et les champs de roseau en vue d'obtenir du combustible. L'eau des lacs devient moins pure sous l'effet des déchets ménagers des localités environnantes.[réf. nécessaire]
Le pillage des populations de poissons se fait lors de pêches-carnages au moyen de l'électricité produite par des générateurs mobiles ou pire encore par l'usage d'explosifs comme des grenades. Cela a gravement endommagé l'écosystème aquatique. Et en 2007, on ne voit toujours pas en Afghanistan la fin de la désorganisation causée par la succession de conflits qui ont déjà trop ravagé le pays.[réf. nécessaire]